# 6536-os mellékút (Magyarország)
A 6536-os számú mellékút egy bő hat kilométer hosszú, négy számjegyű mellékút Tolna vármegyében. Bonyhád legészakabbi fekvésű városrészét kapcsolja össze kelet-nyugati irányban a térség két, többé-kevésbé keresztirányú útvonalával, illetve a város északi vonzáskörzetének két településével.

## Nyomvonala
A 6533-as útból ágazik ki, annak 4+450-es kilométerszelvénye előtt, Zomba külterületének déli széle közelében. Nyugat felé indul, és mintegy 700 méter után eléri Bonyhád legészakabbi fekvésű külterületeit. Nem sokkal ezután, majdnem pontosan az első kilométerénél a városközponttól bő tíz kilométerre északra fekvő Tabód városrész északi szélén húzódik el, majd 2,1 kilométer után el is hagyja a város területét, átlépve Kisdorog keleti határát. A község első házait mintegy 5 kilométer megtétele után éri el, ott a neve a kisebb irányváltásaitól függetlenül végig Fő út. Kevéssel 6,5 kilométer megtétele előtt lép ki a község lakott területéről, és ott szinte rögtön véget is ér, beletorkollva a 6535-ös útba, annak 12+700-as kilométerszelvényénél.
Teljes hossza, az országos közutak térképes nyilvántartását szolgáló kira.gov.hu adatbázisa szerint 6,560 kilométer.